# Берсе, Ален
Але́н Берсе́ (фр. Alain Berset; род. 9 апреля 1972, Фрибур, Швейцария) — швейцарский политический и государственный деятель, член Социал-демократической партии. С 1 января 2012 по 31 декабря 2023 года — член Федерального совета Швейцарии и министр внутренних дел. С 1 января по 31 декабря 2018 года президент Швейцарии. Избран вице-президентом Швейцарии на 2022 год. До этого занимал этот пост в 2017 году. 1 января 2023 года во второй раз стал президентом своей страны. Занимал этот пост до 31 декабря 2023 года.

## Карьера
Берсе изучал политологию и экономику в Университете Невшателя и в Международном институте экономики в Гамбурге. В 1996 году стал магистром в области политологии. В 2005 году получил степень доктора экономики. Он является автором нескольких книг и более 30 статей по проблемам экономического развития, миграции и регионального развития. В юности серьёзно занимался лёгкой атлетикой, играет на фортепьяно.
Кроме четырёх официальных языков владеет ещё и английским.
Берсе является членом Совета кантонов парламента Швейцарии с 2003 года, заместителем председателя Социал-демократической фракции в парламенте с 2006 года. Президент Совета кантонов с 2008 по 2009 год. Он — член Парламентской ассамблеи ОБСЕ.
В декабре 2016 года он был избран вице-президентом Швейцарии на 2017 год. В эту должность он вступил 1 января. Через год был избран на 2018 год президентом страны. В первый день 2022 года вступил во второй раз на должность вице-президента страны. В начале декабря 2022 года он во второй раз был избран президентом Швейцарии. В мае он возглавил делегацию в Лондон на коронацию Карла III. Летом 2023 года, после референдумов Швейцарии, Берсе заявил, что этот год будет его последний в Федеральном совете. Он работал до 31 декабря 2023 года включительно. В середине декабря 2023 года парламент Швейцарии избрал новый Федеральный совет страны на следующий год, в который уже Берсе не вошёл. Ален Берсе был членом совета с января 2012 года.
С 18 сентября 2024 года он генеральный секретарь Совета Европы.

## Семья
Женат и имеет троих детей.